# نسيم نصر
نسيم نسر (اسم آخر: نيسيم ناصر)مواطن إسرائيلي من أب مسلم وام يهودية ولد عام 1968 في لبنان. وقد اعتقل في إسرائيل أن لهم اتصالات مع حزب الله.